# Pozzuoli
Pozzuoli város (közigazgatásilag comune) Olaszország Campania régiójában, Nápoly megyében. A város a Pozzuoli egyházmegye
püspöki székvárosa.

## Fekvése
A Campi Flegrei területén fekszik, az azonos nevű öböl partján. Határai: Bacoli, Giugliano in Campania, Nápoly és Quarto.

## Története
Kezdetben görög gyarmatváros volt Dicaearchia néven. Az ókori rómaiak Puteoli névre keresztelték át. Mind a görög, mind a római település, korának fontos városa volt. A rómaiak Kr. e. 194-ben hozták létre itt saját kolóniájukat. A város neve latinul kutacskát jelent és a környéken található számos hévíz-feltörésre utal. Itt horgonyoztak le a birodalom különböző részeiről érkező, gabonával megrakott hajók. Kikötője volt egész Campania felix fő áruátrakóhelye, beleértve a fújt üveget, a mozaiklapokat, a kovácsolt vasat és a márványt. A közeli Misenum a római hadihajók, a korabeli világ legnagyobb flottájának fő bázisa volt.
A hagyomány szerint Rómába utazva Pál apostol itt ért partot hajóútja után, hét napig itt időzött (Apostolok cselekedetei, 28:13, 14), majd útitársaival együtt a Via Appián indult el Rómába.
Puteoli volt a színhelye 37-ben Caligula híres „tréfájának”. Hajókból három kilométeresnél hosszabb pontonhidat építtetett Puteolitól a szomszédos Baiaeig és átlovagolt rajta, hogy beteljesítse a jóslatot, miszerint nincs több esélye császárrá válni, mint arra, hogy átlovagoljon a baiaei öblön.
A város védőszentje Szent Proculus, aki itt halt mártírhalált a 4. században társaival. A hagyomány szerint a város címerében található hét sasfej a hét vértanút jelképezi. Szent Proculus ünnepnapja november 16. A szent szeretetteljes helyi beceneve 'u pisciasotto („nadrágpisilő”), mert ünnepnapján gyakran esik az eső. A pozzuoliak május második vasárnapján is a szent napját ünnepelik.
1982 augusztusa és 1984 decembere között a város földrengések és bradiszeizmikus (függőleges) földmozgások százait szenvedte el, amelyek a csúcspontjukat 1983. október 4-én érték el. Nyolcezer épület szenvedett károkat és 36 ezer embert kellett kiköltöztetni, sokukat véglegesen. A tengerfenék majdnem két métert emelkedett és így a Pozzuoli-öböl alkalmatlanná vált a nagyobb hajók fogadására.

## Népessége
A népesség számának alakulása:

## Fő látnivalói
A község területéhez tartozik az ókori Puteoli mellett, az ókori Cumae területének is nagy része.
- ókori régészeti emlékek:
- az ókori Puteoli emlékei:
  - Serapeum – a város jelképe, római kori építmény maradványa. Nevét az 1750-ben itt talált Szerápisz szobor után kapta. Jellegzetessége három afrikai márványoszlop, amelyek a partszakasz süllyedő-emelkedő mozgását bizonyítják. A Kr. e. 1. században épültek, majd az egész területtel együtt a víz alá kerültek. Ezt a rajtuk levő sötét sáv bizonyítja, amelyet a tengervíz és a fúrókagylók nyoma okozott. A 19. század utolsó évtizedeiben ismét teljesen szárazra kerültek.
  - Amphitheatrum Flavium – a harmadik legnagyobb amfiteátrum Olaszország területén a római Colosseum és a capuai mögött. Vespasianus és Titus császárok uralkodása idején épült és 20 000 néző befogadására volt képes. Ellipszis alakú, 147×117 m kiterjedésű, ebből a viadaltér mérete 72×42 m.
  - Római kori régészeti emlékek – a város területén rengeteg római kori régészeti emléket hoztak a felszínre a különféle építkezések során: fórum, Apollón temploma, nekropoliszok stb.
  - Kis amfiteátrum – ez volt a város második amfiteátruma. Ellipszis alakú volt: 130×95 m. A Pozzuoli-Nápoly vasútvonal építése során nagy részét elbontották.
  - Arco Felice - egy 20 méter magas, 6 méter széles római kori kapuszerű ív a Pozzuoli-Cumae út mentén.
- az ókori Cumae emlékei:
  - Grotta di Cocceio - egy ókori föld alatti alagút, mely összeköti Cumae városát az Avernói-tóval.
  - Akropolisz - az ókori város központja, legnagyobb épülete a Zeusz-templom volt.
  - Apollón-templom
  - Szibülla-szentély
- középkori építmények:
  - Pozzuoli dóm – római templomból alakították át a 11. század során, majd a 17. században barokkosították.
- természeti látnivalók:
  - Solfatara – egy kialudt vulkán krátere aktív fumarolákkal és iszapvulkánokkal.
  - Avernói-tó – Vergilius szerint ezen tó mellett volt a Pokol egyik bejárata. Neve görög eredetű és jelentése madarak nélküli terület, ami a kénes gázszivárgásoknak tulajdonítható. A tóhoz közel volt a küméi szibilla barlangja, akihez az ókor során rengetegen elzarándokoltak jövendőmondásért.
  - Lucrinói-tó – szintén pokoli helyként ismerték a kénes szivárgások miatt. Hadrianus császár idejében közkedvelt üdülőhely volt. 37-ben Marcus Vipsanius Agrippa mesterséges csatornákkal kötötte össze a két tavat a tengerrel, hogy létrehozza a Portus Julius nevű hatalmas katonai kikötőt.
  - Monte Nuovo – a 140 m magas domb 1538-ban egy vulkáni kitörés során keletkezett, néhány nap alatt.
  - Grotta del Cane

## Híres pozzuoliak
- Itt halt meg a római diktátor Lucius Cornelius Sulla, villájában.
- Itt halt meg Giovanni Battista Pergolesi zeneszerző  a kapucinusok kolostorában.
- Itt született Sophia Loren színésznő, aki 2005-ben vette át Pozzuoli tiszteletbeli polgára címet.
- Az ókorban a területen kitermelt nyersanyagtól (vulkáni hamu) ered a puccolán(en) elnevezés, mely egy építőiparban használatos kötőanyag.

## Közlekedés
Könnyen megközelíthető vonattal Nápolyból: a Ferrovia Cumana és a 2-es metró vonalán. Rendszeres kompjárat indul a városból Procida és Ischia szigetekre.

## Testvérvárosok
- – Agiosz Dimitriosz, Athén egyik külvárosa